# Cupha takamukui
Cupha takamukui är en fjärilsart som beskrevs av Matsumura 1929. Cupha takamukui ingår i släktet Cupha och familjen praktfjärilar. Inga underarter finns listade i Catalogue of Life.